# Sonate K. 26
Pour les articles homonymes, voir K26.
Pour un article plus général, voir Essercizi per gravicembalo.
La sonate K. 26 (F.542/L.368) en la majeur est une œuvre pour clavier du compositeur italien Domenico Scarlatti. C'est la vingt-sixième sonate du seul recueil publié du vivant de l'auteur, les Essercizi per gravicembalo (1738), qui contient trente numéros.

## Présentation
La sonate K. 26, en la majeur, est notée Presto. C'est peut être la pièce la plus ouvertement espagnole du recueil, avec des effets imités de la guitare et un rythme de jota.

## Édition et manuscrits
L'œuvre est imprimée dans le recueil des Essercizi per gravicembalo publié sans doute à Londres en 1738. Une copie subsiste dans les manuscrits de Münster V 51 (Sant Hs 3968), Vienne A 37 (VII 28011 A) et Q 15113, Orfeó Catalá (E-OC) no 28 et à la Morgan Library, manuscrit Cary 703 no 5,.

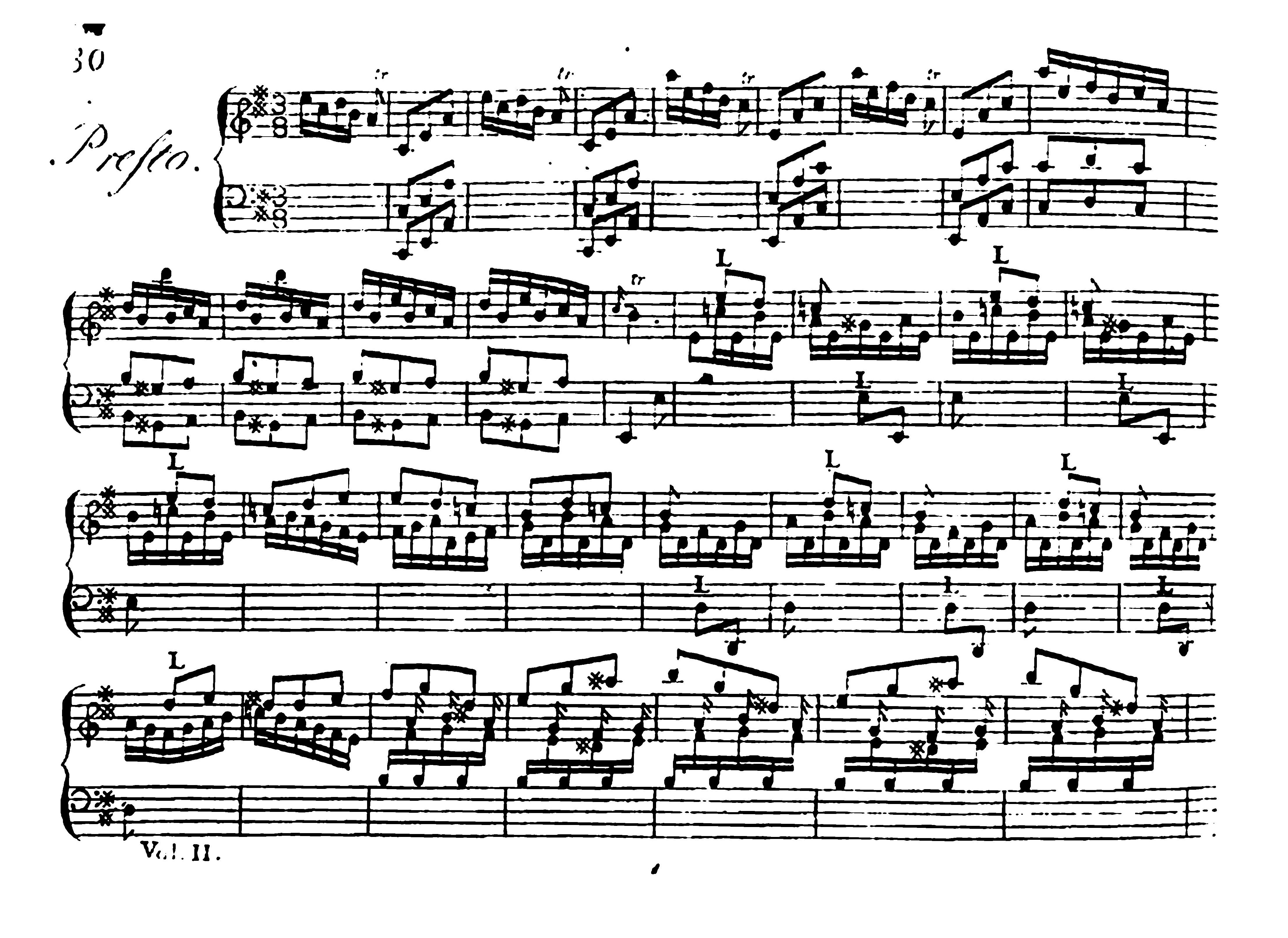
Édition Londres, 1739.
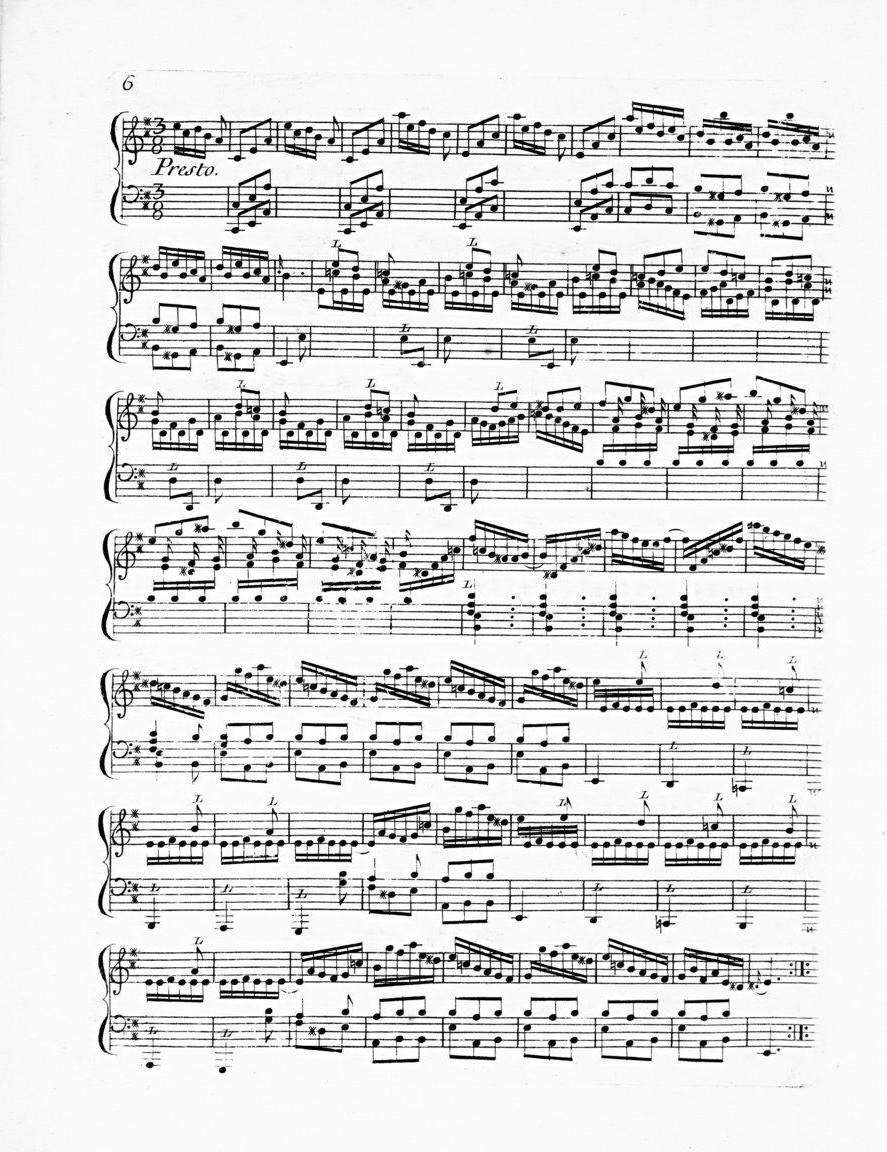
Édition Boivin, Paris 1742.

## Interprètes
La sonate K. 26 est défendue au piano, notamment par Benjamin Frith (1999, Naxos, vol. 5), Carlo Grante (2009, Music & Arts, vol. 1) ; au clavecin par Scott Ross (1976, Still ; 1985, Erato), Emilia Fadini (Nuova Era), Joseph Payne (1990, BIS), Richard Lester (2003, Nimbus, vol. 3), Pieter-Jan Belder (Brilliant Classics, vol. 1), Ottavio Dantone (2002, Stradivarius, vol. 8), Kenneth Weiss (2007, Satirino) et Hank Knox (2021, Leaf Music).

## Sources
: document utilisé comme source pour la rédaction de cet article.
- Ralph Kirkpatrick (trad. de l'anglais par Dennis Collins), Domenico Scarlatti, Paris, Lattès, coll. « Musique et Musiciens », 1982 (1re éd. 1953 (en)), 493 p. (ISBN 978-2-7096-0118-4, OCLC 954954205, BNF 34689181).
- Alain de Chambure, « Domenico Scarlatti : Intégrale des sonates — Scott Ross », p. 172–175, Erato (2564-62092-2), 1985 (OCLC 891183737) .
- (it) Águeda Pedrero-Encabo (trad. de l'espagnol par Francesco Paolo Russo), « Una nuova fonte degli «Essercizi» di Domenico Scarlatti: il manoscritto Orfeó Catalá (E-OC) », Fonti Musicali Italiane, no 17,‎ 2012, p. 151–173 (présentation en ligne).
- (es) Celestino Yáñez Navarro (thèse), Nuevas aportaciones para el estudio de las sonatas de Domenico Scarlatti. Los manuscritos del Archivo de Música de las Catedrales de Zaragoza, Université autonome de Barcelone, 2016 (lire en ligne)